# Flåm

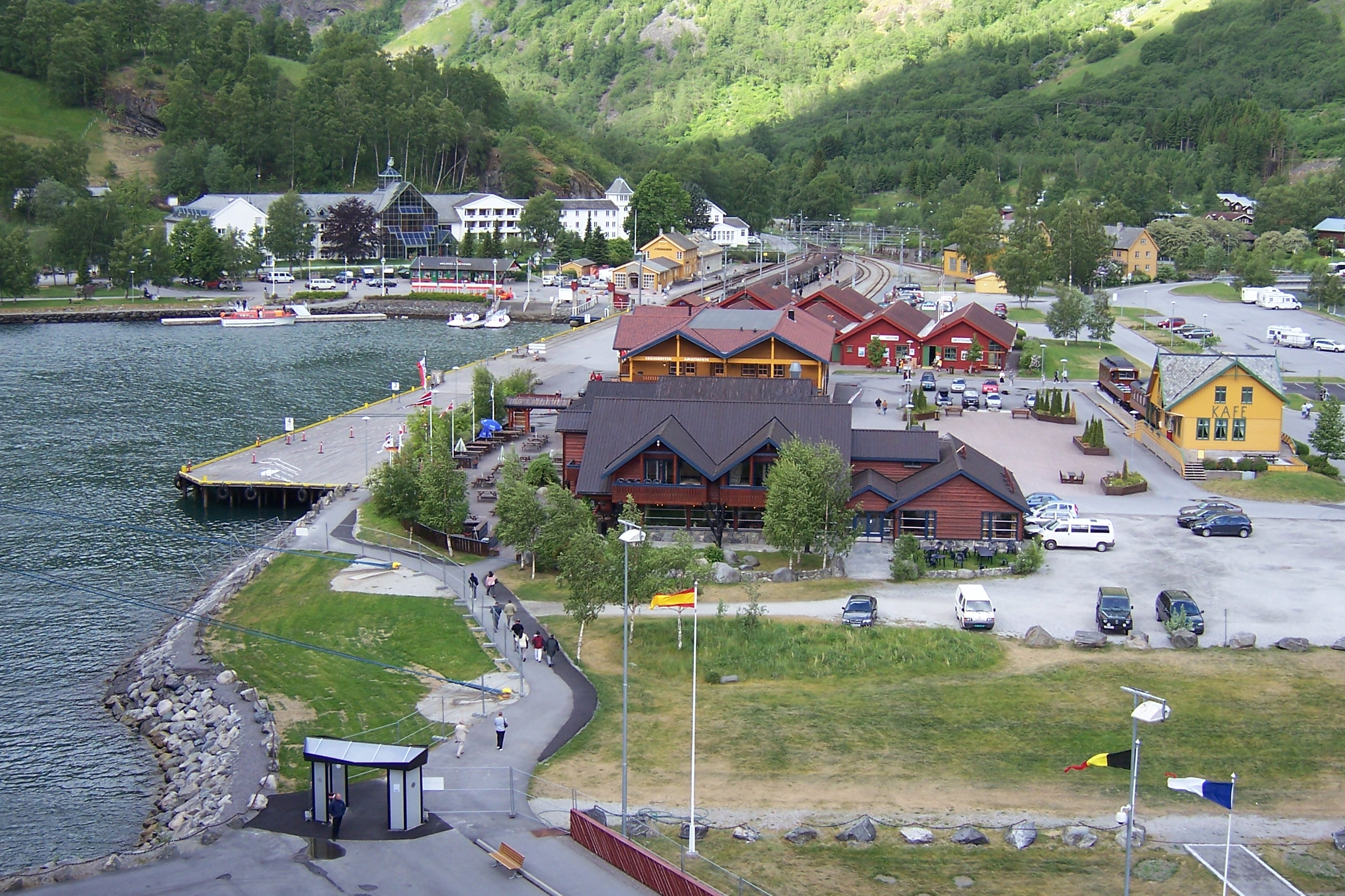
Port i kolejka w Flåm

Flåm – norweska miejscowość w gminie Aurland, w regionie Sogn og Fjordane.
W miejscowości żyje około 450 mieszkańców.
W Flåm znajduje się końcowa stacja kolejki Flåmsbana biegnąca do Myrdal, gdzie łączy się z główną trasą Bergensbanen.